# Casarano Calcio 1985-1986
Questa pagina raccoglie le informazioni riguardanti il Casarano Calcio nelle competizioni ufficiali della stagione 1985-1986.

## Stagione
Dopo due stagioni vissute da protagonista, con la mancata promozione in serie B prima e la conquista della Coppa Italia di serie C dopo, il Casarano chiude idealmente un piccolo ciclo e retrocede, tornando nell'anonimato della serie C2.
A nulla serve neanche il ritorno di Lamberto Giorgis, artefice del miracolo sportivo di due anni prima, che viene richiamato in luogo dell'esonerato Gastone Bean e che rivitalizza i rossoblù ma non riesce nell'impresa di sottrarre la squadra dalla retrocessione.
I salentini, infatti, si rendono protagonisti di un finale di campionato strepitoso (con 5 vittorie nelle ultime 8 partite con complessivi 12 punti conquistati), rosicchiando 4 punti al Livorno, che riescono a raggiungere al quartultimo posto, ma vengono condannati in virtù della classifica avulsa negativa, essendo in svantaggio negli scontri diretti con i labronici.
Tra le poche note positive della deludente stagione, la buona
vena realizzativa di Valori, che va a segno 10 volte.

## Rosa
| N. |                   | Ruolo | Calciatore         |
| -- | ----------------- | ----- | ------------------ |
|    | Italia (bandiera) | D     | Raffaele Barrella  |
|    | Italia (bandiera) |       | Chiri              |
|    | Italia (bandiera) | D     | Gaetano Coletta    |
|    | Italia (bandiera) | C     | Angelo Corsini     |
|    | Italia (bandiera) | D     | Gaetano Costa      |
|    | Italia (bandiera) | C     | Michele Cramarossa |
|    | Italia (bandiera) | A     | Stefano Di Biase   |
|    | Italia (bandiera) | D     | Silvano Fiorucci   |
|    | Italia (bandiera) | P     | Leopoldo Grimaldi  |
|    | Italia (bandiera) | C     | Sandro Magnini     |
|    | Italia (bandiera) | P     | Giuseppe Moro      |

| N. |                   | Ruolo | Calciatore            |
| -- | ----------------- | ----- | --------------------- |
|    | Italia (bandiera) | C     | Fulvio Navone         |
|    | Italia (bandiera) | C     | Giampaolo Pellegrini  |
|    | Italia (bandiera) | D     | Osvaldo Prete         |
|    | Italia (bandiera) | A     | Cosimo Recchia        |
|    | Italia (bandiera) | A     | Fabrizio Sansonetti   |
|    | Italia (bandiera) | D     | Alessandro Scarabelli |
|    | Italia (bandiera) | D     | Francesco Scoppa      |
|    | Italia (bandiera) | D     | Giuseppe Secchi       |
|    | Italia (bandiera) | C     | Paolo Valori          |
|    | Italia (bandiera) | C     | Vento Cocomello       |

## Risultati

### Campionato

#### Girone di andata
| 22 settembre 1985 1ª giornata | Cavese | 1 – 0 | Casarano |  |

| 29 settembre 1985 2ª giornata | Casarano | 2 – 1 | Licata |  |

| 6 ottobre 1985 3ª giornata | Benevento | 0 – 0 | Casarano |  |

| 13 ottobre 1985 4ª giornata | Casarano | 0 – 1 | Monopoli |  |

| 20 ottobre 1985 5ª giornata | Taranto | 4 – 2 | Casarano |  |

| 27 ottobre 1985 6ª giornata | Casarano | 0 – 0 | Livorno |  |

| 3 novembre 1985 7ª giornata | Salernitana | 2 – 0 | Casarano |  |

| 10 novembre 1985 8ª giornata | Casarano | 0 – 0 | Brindisi |  |

| 17 novembre 1985 9ª giornata | Casarano | 1 – 1 | Barletta |  |

| 24 novembre 1985 10ª giornata | Cosenza | 0 – 0 | Casarano |  |

| 1º dicembre 1985 11ª giornata | Casarano | 1 – 1 | Messina |  |

| 8 dicembre 1985 12ª giornata | Siena | 2 – 0 | Casarano |  |

| 15 dicembre 1985 13ª giornata | Foggia | 1 – 0 | Casarano |  |

| 22 dicembre 1985 14ª giornata | Casarano | 1 – 1 | Sorrento |  |

| 5 gennaio 1986 15ª giornata | Ternana | 2 – 1 | Casarano |  |

| 12 gennaio 1986 16ª giornata | Casarano | 0 – 1 | Campania |  |

| 19 gennaio 1986 17ª giornata | Casertana | 3 – 0 | Casarano |  |

#### Girone di ritorno
| 26 gennaio 1986 18ª giornata | Casarano | 1 – 0 | Cavese |  |

| 2 febbraio 1986 19ª giornata | Licata | 1 – 1 | Casarano |  |

| 9 febbraio 1986 20ª giornata | Casarano | 1 – 1 | Benevento |  |

| 16 febbraio 1986 21ª giornata | Monopoli | 1 – 0 | Casarano |  |

| 23 febbraio 1986 22ª giornata | Casarano | 4 – 1 | Taranto |  |

| 2 marzo 1986 23ª giornata | Livorno | 2 – 1 | Casarano |  |

| 9 marzo 1986 24ª giornata | Casarano | 1 – 0 | Salernitana |  |

| 23 marzo 1986 25ª giornata | Brindisi | 0 – 0 | Casarano |  |

| 29 marzo 1986 26ª giornata | Barletta | 2 – 0 | Casarano |  |

| 6 aprile 1986 27ª giornata | Casarano | 3 – 0 | Cosenza |  |

| 13 aprile 1986 28ª giornata | Messina | 0 – 0 | Casarano |  |

| 20 aprile 1986 29ª giornata | Casarano | 3 – 2 | Siena |  |

| 4 maggio 1986 30ª giornata | Casarano | 3 – 0 | Foggia |  |

| 11 maggio 1986 31ª giornata | Sorrento | 0 – 0 | Casarano |  |

| 18 maggio 1986 32ª giornata | Casarano | 2 – 0 | Ternana |  |

| 25 maggio 1986 33ª giornata | Campania | 1 – 0 | Casarano |  |

| 1º giugno 1986 34ª giornata | Casarano | 2 – 0 | Casertana |  |